# 許三觀賣血記
《許三觀賣血記》是一部中國小說，作者是余華，故事時代背景為五、六十年代，其時中华人民共和国成立不久，適逢經濟復甦時期。
除了中文版本外，本作品被翻譯成多國語言，包括韓文、德文、義大利文等。

## 內容概要
內容圍繞絲廠工人許三觀的賣血經歷，他初次賣血，是因為恰遇隔壁村的朋友要去城裡醫院賣血，由於好奇，和為了證明自己身體強壯，由於家貧，為賺取更多的錢，並且賣一次血便可以掙到三十五塊人民幣，所以他跟著那他們去了賣血，之後用掙來的錢娶了人稱「油條西施」的許玉蘭。後來因為各種問題，為了他的家人，他一次又一次地去賣血。之後他更無意中得知他的大兒子原來是他妻子和其前未婚夫生的，一開始他很氣憤，但後來也接受了這個兒子，最後更為了救兒子，老邁的他再次去賣血，更差些沒命……
此外，每次賣血前，他都會大量喝水，因為他聽說這樣會令血多些和降低血的濃度；而賣血後，他會去食店吃豬肝，這樣就可以補充身子所失去的血，到食店後他會大聲地對跑堂說「一盤炒豬肝，二兩黃酒，黃酒溫一溫」。即使在炎熱的夏天，他仍會要求店職員把「黃酒溫一溫」，結果引來店內人士的嘲笑。

## 評論
- 在上海市作家協會和《文汇报》联合发起组织的全国百名评论家推荐90年代最有影响力的作家作品活动中，选出了最有影响力的十部作品，《許三觀賣血記》是其中一部[1]。

- 王纪人：「向通俗靠攏的先锋文学」
- 洪治钢：「以迅速、质朴、温情的方式表绝望」
- 潘凯雄：「温馨地直面苦难，耐人寻味」
- 张志忠：「在单纯与反复的叙述中展示民众的善良与牺牲」

## 改编作品
韓國電影《許三觀賣血記》（韓語：허삼관 매혈기）改編自余華的同名小說，由河正宇執導並擔任男主角，2015年於韓國上映。